# Cucumaria montagui
Cucumaria montagui, nomen dubium, is een zeekomkommer uit de familie Cucumariidae.
De wetenschappelijke naam van de soort werd gepubliceerd door John Fleming.

## Synoniemen
- Colochirus andersoni Lampert, 1885